# Slavko Večerin
Slavko Alojzije Večerin (Vecserin Szlávko Alajos) (Palics, 1957. június 6. – Nagykikinda, 2022. augusztus 26.) szerbiai katolikus pap, szabadkai püspök.

## Pályafutása
Gimnáziumi tanulmányai után a Szabadkai egyházmegye kispapja volt. Teológiai tanulmányait Zágrábban végezte. 1983. augusztus 14-én szentelték pappá, Szabadkán.
Káplán volt 1983 és 1985 között a zombori Szentháromság Plébánián. 1985-től 1991. július 8-áig a bácsi Szent Pál plébánia kormányzója volt, és egyben Dernye és Bácstóváros lelkipásztori feladatait is ellátta. A szabadkai egyházmegye „Paulinum” kisszemináriumának lelki vezetője volt 1991 és 1994 között, eközben a Szent Rókus Plébánián is ellátott lelkipásztori feladatokat. 1994-ben püspöki titkárrá, valamint bajmoki plébánossá nevezték ki.
2005. november 28-án a Szabadkai Egyházmegye általános helynöke lett. A váci püspök 2004. február 14-én a Boldogságos Szűz Máriáról nevezett ákosmonostori apáttá nevezte ki. 2006. január 16-tól pápai prelátus.
2011 és 2016 között a szabadkai Mária, az Egyház Anyja plébánia plébánosa, majd 2016-ban a zombori Szent Kereszt felmagasztalása egyházközség plébánosa volt.

### Püspöki pályafutása
Ferenc pápa 2020. szeptember 8-án nevezte ki a szabadkai egyházmegye élére. Püspökszentelése 2020. november 14-én volt a szabadkai Szent Teréz Székesegyházban. A szentelő püspökök: Német László nagybecskereki püspök (főszentelő), Pénzes János nyugalmazott szabadkai püspök (társszentelő) és Dzsudzsár György bácskeresztúri görögkatolikus püspök (társszentelő). Večerin Slavko püspöki jelmondata: „Per Christum et cum Christo et in Christo”, azaz „Őáltala, ővele és őbenne”.